# Khmelnytskijopstanden
Khmelnytskijopstanden, også kendt som Krigen mellem Polen Kosakkerne, Khmelnytskyi massakren eller Khmelnytskyi-opstanden, var et kosak-oprør, der fandt sted mellem 1648 og 1657 i de østlige områder af den polsk-litauiske realunion, som førte til oprettelsen af et Kosak Hetmanat i Ukraine. Under kommando af Hetman Bogdan Khmelnytskij kæmpede Zaporozhian Kosakkerne der var allierede med Krimtatarerne og lokale ukrainske bønder, mod det polske herredømme og styrker fra Commonwealth. Oprøret blev ledsaget af massegrusomheder begået af kosakkerne mod civilbefolkningen, især mod den romersk-katolske gejstlige og jøderne, samt brutale repressalier fra Jarema Wisniowiecki, Wojewoda af Ruthenien.
Opstanden har en symbolsk betydning i Ukraines historie om Ukraines forhold til Polen og Rusland. Den afsluttede den polsk-katolske szlachta'′s dominans over den Ukrainsk ortodokse befolkning; samtidig førte det til den endelige indlemmelse af østlige Ukraine i Zar-Rusland, der blev indledt med Perejaslav-traktaten fra 1654, hvorved kosakkerne skulle sværge troskab til zaren, samtidig med at de beholdt en stor grad af autonomi. I sidste ende kom Hetmanatet dog ind i en ny politisk situation i Moskva, som var meget anderledes end i realunionen, og kirken var meget mere underordnet zaren der. Moskva havde en traditionel praksis med fængsling såvel som henrettelse af ortodokse embedsmænd, hvilket var fremmed for folk fra realunionen. Begivenheden udløste en periode med politisk uro og interne stridigheder i Hetmanatet, kendt som Ruinen. Det antipolske oprørs succes sammen med interne konflikter i Polen samt Polens samtidige krige, som Polen førte med Rusland og Sverige (henholdsvis Den polsk-russiske krig (1654–1667) og Karl Gustav-krigene (1655-1660)), afsluttede den Polske guldalder og forårsagede en sekulær nedgang for den polske magt i den periode, der i Polens historie er kendt som Syndfloden(en:Deluge).